# Torre Matella (Culla)
La rorre de la Marquesa en Culla, en la comarca del Alto Maestrazgo, provincia de Castellón, también conocida como L'Hostalet, Masía Fortificada Torre de la Marquesa, incluso Torre Matella, es una torre civil que forma parte de una residencia fortificada, que está catalogada como Bien de Interés Cultural, presentando anotación ministerial. R-I-51-0011256, y fecha de anotación 28 de diciembre de 2004.
Culla es un municipio que se localiza sobre la muela del mismo nombre y es en la parte más alta de la localidad donde se encuentra el castillo y alrededor de la misma el recinto amurallado.
La Torre del Palomar se encuentra en la llamada Partida Matella en el término municipal de Culla, en el camino que une Culla y Torre de Embesora.

## Historia
Culla es una población de remotos orígenes que llegan a épocas prehistóricas, lo cual queda patente en los restos arqueológicos y en las pinturas rupestres que se localizan en su demarcación.
Hasta el siglo XIII, con la conquista de los territorios por las tropas del rey Jaime I de Aragón, Culla estuvo bajo el dominio árabe. En 1233 fue reconquistada por Blasco de Alagón, recibiendo la Carta Puebla en 1244.
Es este momento histórico, Culla tenía un importante castillo, el conocido como Castillo de Culla, debido a su estratégica situación geográfica y al amplio territorio que dominaba. Por ello se puede considerar que este castillo montano es de época de la dominación árabe, y por lo tanto muy posiblemente del siglo XII.
Como ocurriera con territorios y edificios de otras localidades cercanas, con el tiempo Culla acabó perteneciendo a la Orden del Temple, alrededor de 1303, pasando más tarde, al entrar en crisis la mencionada orden militar a la Orden de Montesa
En 1345 se produce el nacimiento de lo que se llamó La Setena de Culla o “Comunitat d’Herbatge” constituida por: Culla, Atzeneta, Vistabella, Benassal, Torre de Embesora, Benafigos y Vilar de Canes. Se trataba de una agrupación de municipios que llevó a cabo la compra de los derechos de explotación de los recursos pecuarios y forestales a la Orden de Montesa, que se estaba quedando con todas las posesiones de la Orden del temple, las cuales afectaban a todos los municipios de la Comunidad; con ello pretendían defender con más fuerza sus intereses ganaderos comunes, frente a los de la Orden de Montesa. Esta agrupación siguió en funcionamiento hasta mediados del siglo XIX. No puede perderse de vista que la principal actividad económica de la zona en esta época era la agricultura de secano (almendro, olivo, avellano, vid y cereales), y la ganadería, especialmente la extensiva (ovino, caprino, bovino) y, en mucha menor importancia, la ganadería intensiva sobre todo de porcino, avícola y apícola.

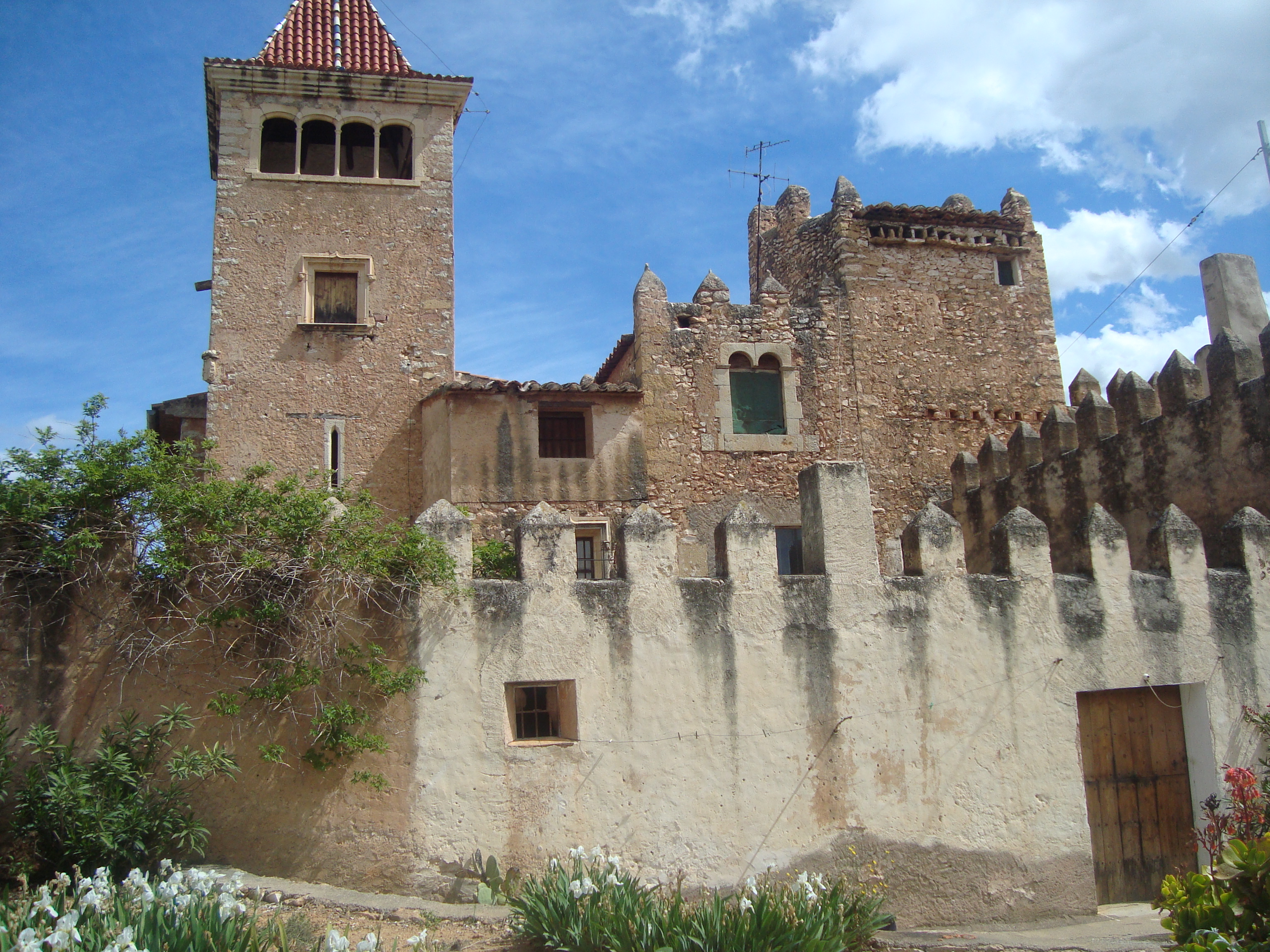
Torre Matella (Culla).

Durante el siglo XVIII, el castillo de Culla perdió poder político y asdministrativo.
Este fenómeno coincidió con las remodelaciones urbanísticas que se llevaron a cabo durante este siglo en Culla, como fueron la construcción de la iglesia, conocida como iglesia parroquial del Salvador; la Ermita de San Cristóbal; así como obras de mejora y ampliación del núcleo urbano en general. Además, estas remodelaciones y el constante crecimiento de la población dieron lugar al derribo de las murallas o a su utilización como muros de nuevas viviendas a ellas adosadas.
La torre se encontraba bajo el dominio del castillo de Culla, que era uno de los castillos más importantes del norte de Castellón, comprendiendo sus dominios entre otros: Culla, (capital del distrito),  Adzaneta, Benafigos, Benasal, Corbó, Castellar, Torre de Embesora, Villar de Canes, Villafranca del Cid y Vistabella.
Más tarde pasó a la Orden de Montesa, tras la desaparición de la Orden del Temple. Con el tiempo en la que se ubica la torre acabó en manos de Fausto Vallés y Vega en 1772, que fue dejándola a sus sucesores en herencia, hasta que el 1 de noviembre de 1866, Arturo Vallés y Más, nieto del anterior rescató el dominio directo de la finca y se convirtió en propietario definitivo de la finca. Don Arturo Vallés, llegó a ser barón de la Puebla Tornesa y de la Sierra de En Galcerán, por Real Orden de 6 de febrero de 1864. Años más tarde, en 1877, por decreto del Gobierno Civil  de Castellón se concede al barón de Puebla Tornesa , la calificación de Colonia Agrícola para la finca de la Torre Matella , y siendo por tanto beneficiario de todo lo que la ley de Colonias (legislación aprobada durante el reinado de Isabel II con el objetivo de crear incentivos para la inversión en el desarrollo de las riquezas agrícolas y ganaderas del campo español ) deparaba.
Durante las Guerras Carlistas, Culla fue un lugar constante enfrentamiento lo que produjo deterioro en parte de su casco antiguo, destacando entre las pérdidas el castillo, el cual quedó totalmente destrozado, quedando tal y como se contempla en la actualidad.

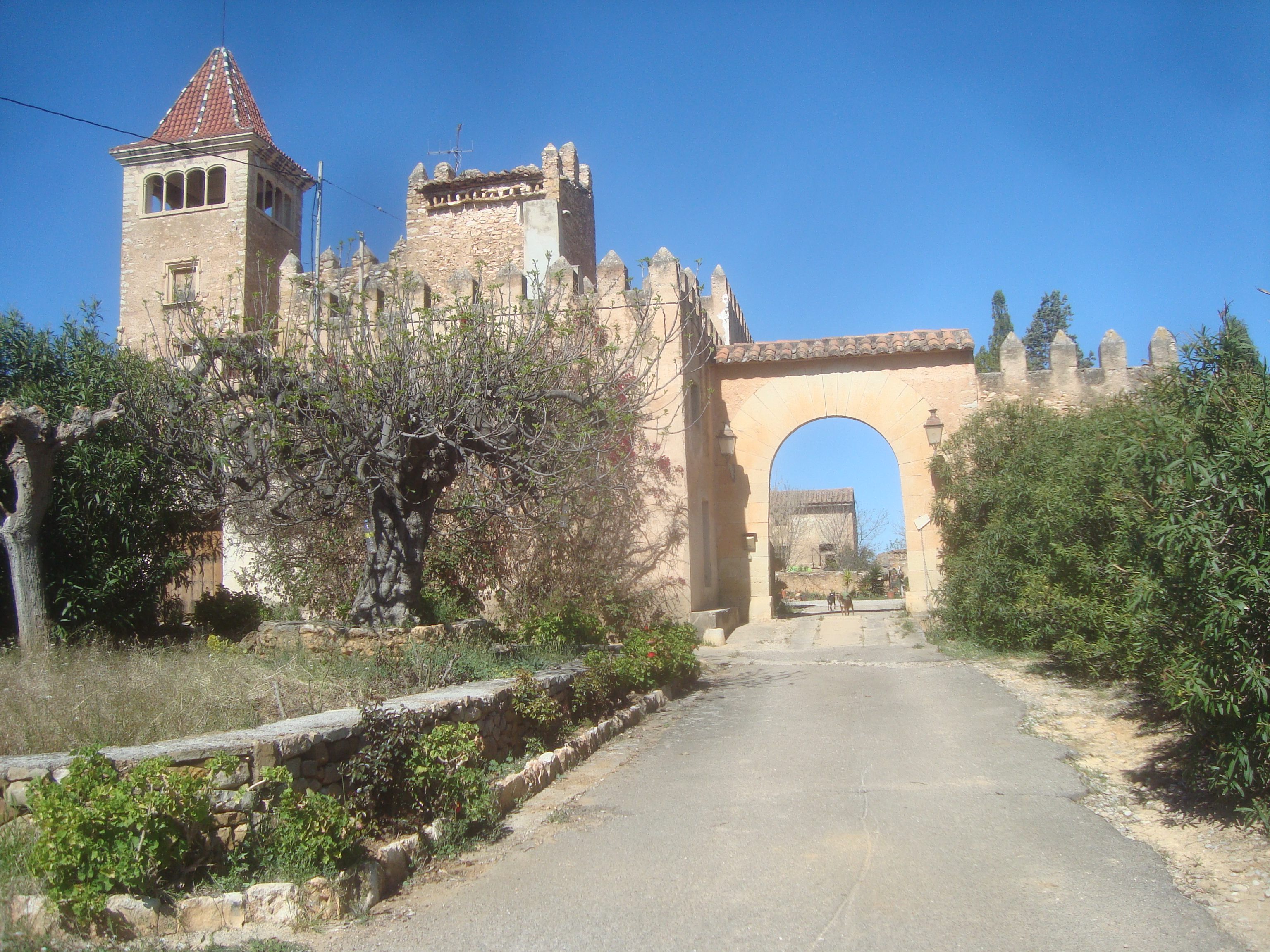
Torre de Matella. Torre de la Marquesa del Hostalet.

De hecho, como consecuencia de este conflicto bélico, en 1872, las masías de la finca fueron abandonadas, pero a partir de 1876 se construyeron nuevas masías, la nueva residencia del barón, un palacio neogótico y una iglesia. Hay que destacar que pese a todos los sucesos acontecidos, la antigua torre defensiva fue respetada.

## Descripción
La Torre Matella, como también se la conoce, se ubica en la partida de su mismo nombre, a unos 19 quilómetros aproximadamente, de Culla. La finca, que contaba con 439 Hectáreas en el siglo XIX, se dedicaba al cultivo y a la ganadería. En ella había dos masías (las cuales en 1916 eran el hogar de 78 personas).
Se trata de una típica torre defensiva típica de las zonas rurales situadas fuera de los recintos poblados mayoritariamente. Presenta planta cuadrada, de fábrica de mampostería, reforzada con sillares. El techo es de cubierta plana pero inclinada, con remate en almenas. La presencia de ciertos elementos hace sospechar el uso de la planta superior como palomar. La torre está actualmente incorporada a otras construcciones posteriores de finales del siglo XIX), todos ellos protegidos por una especie cerca almenada, ya que fue la residencia del barón, para lo que se realizaron reformas y mejoras en estilo neogótico.